# Jean Filesac
Jean Filesac fue doctor de La Sorbona y religioso, sacerdote de St.-Jean-en-Grève, nacido en París en 1550 y fallecido en 1638.

## Biografía
Jean enseñó humanidades, ética y filosofía, durante 6 años en el colegio de La Marche, posteriormente dio dialéctica y en los dos empleos adquirió buena reputación.
Jean, en 22 de abril de 1585, fue nombrado procurador de la nación de Francia, rector el 24 de marzo de 1586 y doctor en 1590, uno de los principales en la facultad de teología, obteniendo una gran influencia en las deliberaciones de aquella, presidiendo las asambleas en calidad de decano y los escritos de su tiempo y los registros de la universidad dan prueba de sus conocimientos y honradez.
Como escritor Jean destaca por su erudición, pero mal dirigida, pasando bruscamente de lo sacro a lo profano, y sus libros están llenos de citas, faltando método y orden, y escribió una obra sobre la facultad de teología desde 1300, época de los primeros estatutos hasta largo tiempo después de la fundación de la universidad y sus obras se reunieron en "Opera varia", París, 1614, in-8º y "Opera selecta", París, 1621, in-4º.

Por otra parte, Adrien Baillet (1649-1706) autor de "vida de Edmond Richer, doctor de la Sorbona" (1559-1631), Ámsterdam, 1715, teólogo, profesor de bellas letra, retórica, síndico de la universidad, restablecedor de la antigua disciplina, utilizando argumentos para defenderse de los jesuitas las libertades de la iglesia gallicana, pleno de ardor por la causa de la Liga Católica (Francia), reprocha a Jean que entrase en una liga contra Richer, quien había rendido grandes servicios a la Iglesia y al Estado, después de ser síndico de la facultad de teología, y quisieron quitarle el cargo a Richer de síndico el nuncio del Papa, el cardenal
Duperron y el obispo de París, Gondi, depuesto finalmente del sindicato el 1 de septiembre de 1612 y elegido Jean en su plaza, conservando la estima de sus compañeros (Richer pleno de ardor po la causa de la Liga Católica hizo una tesis del atentado de Jacques Clément).

## Obras
- De idolatria política et legitimo principis culto comentarius, Parisiis, 1615.
- De poenitantia syntagma, Parisiis, C. Marellum, 1633.
- De idolatria magica dissertatio, Parisiis, 1609.
- Veteris ecclesiae gallicanae querela, Lutetiae, 1603.
- De l'autorite sacrée des evéques
- De la idolatrie et du sacrilége
- De l'ancienneté de l'origine de la Faculte de theologie de Paris et anciens status
- Otras